# Пригородная железная дорога Долины Мехико
Пригородная железная дорога Долины Мехико (исп. Ferrocarril Suburbano de la Zona Metropolitana del Valle de México) — система внеуличного железнодорожного транспорта, созданная на базе существовавшей инфраструктуры. Связывает между собой столицу страны Мехико с северными пригородами Тлальнепантла-де-Басом, Тультитланом и Куаутитланом, расположенными в штате Мехико. Эксплуатируется Construcciones y Auxiliar de Ferrocarriles — испанской вагоностроительной компанией, на правах концессии.
Железная дорога имеет одну действующую линию протяженностью 27 км с семью станциями, расположенными в городе Мехико (районы Куаутемок и Аскапоцалько) и штате Мехико (муниципалитеты Тлальнепантла-де-Бас, Тультитлан-де-Марьяно-Эскобедо и Куаутитлан). Ожидается, что будет построена вторая линия, которая соединит город Мехико с аэропортом Санта-Лусия, расположенным в Сумпанго. В 2000-х годах предполагалось, что общая протяженность железнодорожной сети в будущем составит 242 километра.

## История
24 августа 2005 года испанская вагоностроительная компания Construcciones y Auxiliar de Ferrocarriles получила 30-летнюю концессию на поставку подвижного состава, строительство и эксплуатацию системы .
Эксплуатация первой линии началась 7 мая 2008 года, и первое время проезд был бесплатным, оплату стали взимать 2 июня 2008 года. Строительство обошлось в 706 миллионов долларов США, велось на основе государственно-частного партнёрства, 55 % расходов понесло федеральное правительство Мексики.

## Оплата проезда
С 18 апреля 2021 года стоимость проезда составляет 9 песо (примерно 35—38 российских рублей) за поездку на расстояние до 12.89 км, и 20 песо (69—77 российских рублей) за более длительные поездки. Проезд оплачиваются с помощью бесконтактной смарт-карты, которая приобретается в кассах за 16 песо.